# Papaipema lacinariae
Papaipema lacinariae là một loài bướm đêm trong họ Noctuidae.